# Synbranchidae
I Simbranchidi (Symbranchidae) sono una famiglia di pesci dell'ordine dei Synbranchiformes.
Sono pesci dal corpo anguilliforme, con muso appuntito e tesa tondeggiante. Il corpo è flessuoso e leggermente compresso ai lati. Sono assenti tutte le pinne, ad esclusione di due file di raggi coperti di pelle in coda, appuntita a lancia. Le branchie sono fuse tra loro, sono inoltre assenti le aperture branchiali: l'acqua esce attraverso un piccolo poro dietro la testa. Le dimensioni variano da specie a specie, toccando un massimo di 70 cm con Ophisternon aenigmaticum.

## Distribuzione e habitat
Questi pesci sono diffusi nelle acque dolci (occasionalmente anche salmastre) tropicali e subtropicali di Sudamerica, Africa occidentale (Liberia), Asia e isole maggiori dell'Oceano Indiano. Abitano coste rocciose e caverne.

## Specie
- Macrotrema caligans
- Monopterus albus
- Monopterus boueti
- Monopterus cuchia
- Monopterus desilvai
- Monopterus digressus
- Monopterus eapeni
- Monopterus fossorius
- Monopterus hodgarti
- Monopterus indicus
- Monopterus roseni
- Ophisternon aenigmaticum
- Ophisternon afrum
- Ophisternon bengalense
- Ophisternon candidum
- Ophisternon gutturale
- Ophisternon infernale
- Synbranchus lampreia
- Synbranchus madeirae
- Synbranchus marmoratus